# How Stella Got Her Groove Back
How Stella Got Her Groove Back é um filme de comédia romântica e dramática americano de 1998, dirigido por Kevin Rodney Sullivan e adaptado do best-seller de mesmo nome, escrito por Terry McMillan. O filme é estrelado por Angela Bassett, Taye Diggs (em sua estreia no cinema), Whoopi Goldberg e Regina King. A partitura original foi composta por Michel Colombier.

## Sinopse
Stella Payne é uma bem-sucedida corretora de 40 anos que cria seu filho, Quincy, e mora em Condado de Marin, Califórnia, é persuadida por sua melhor amiga da faculdade, Delilah Abraham, a tirar umas merecidas férias de primeira classe em Montego Bay, Jamaica. Enquanto mergulha na beleza da ilha, ela encontra um belo e jovem ilhéu, Winston Shakespeare, que é vinte anos mais novo que ela. Sua busca por ela se transforma em um romance florescente que força Stella a fazer um inventário pessoal de sua vida e tentar encontrar um equilíbrio entre seu desejo de amor e companheirismo e suas responsabilidades como mãe e executiva.

## Elenco
- Angela Bassett ....Stella Payne
- Taye Diggs ....Winston Shakespeare
- Whoopi Goldberg ....Delilah Abraham
- Regina King ....Vanessa
- Suzzanne Douglas ....Angela
- Michael J. Pagan  ....Quincy Payne
- Sicily ....Chantel
- Richard Lawson ....Jack
- Barry Shabaka Henley ....Buddy
- Lee Weaver ....Nate
- Glynn Turman ....Dr. Shakespeare
- Phyllis Yvonne Stickney ....Sra. Shakespeare
- Denise Hunt ....Srta. Thang
- James Pickens, Jr. ....Walter Payne
- Carl Lumbly ....Juiz Spencer Boyle
- Victor Garber (não creditado) ....Isaac

## Recepção
A recepção dos críticos foi mista:
No Rotten Tomatoes, o filme tem uma classificação de aprovação de 49% com base em 49 comentários. Em Metacritic, o filme tem uma pontuação de 56 de 100 com base em comentários de 23 críticos, indicando "opiniões mistas ou médias.

### Bilheteria
Em sua semana de estréia, Stella arrecadou US$ 11.318.919, ranking #2 na bilheteria doméstica, trás de O Resgate do Soldado Ryan ', por quarta semanas. O filme arrecadou US$ 36.672.941 no mercado interno e um adicional de US $ 1.605.781 no exterior para um total mundial de US $ 39.278.722. De um orçamento estimado de US $ 20 milhões, isso pode ser considerado um sucesso moderado.

## Música
Uma trilha sonora contendo principalmente R&B e reggae foi lançada em 11 de agosto de 1998 pela MCA Records. Alcançou o número oito na Billboard 200 e número três na parada Top R&B/Hip-Hop, e foi certificado com disco de ouro em 22 de setembro de 1998.
1. "Jazzie B. Intro- 0:14 (Jazzie B)
2. "Mastablasta '98"- 4:46 (Stevie Wonder & Wyclef Jean)
3. "Luv Me, Luv Me"- 5:56 (Shaggy & Janet Jackson)
4. "Beautiful"- 6:29 (Mary J. Blige)
5. "Never Say Never Again"- 5:21 (K-Ci & JoJo)
6. "Makes Me Sweat"- 4:57 (Big Pun & Beenie Man)
7. "Your Home Is in My Heart"- 5:01 (Boyz II Men & Chanté Moore)
8. "Free Again"- 6:17 (Soul II Soul, Jazzie B & Caron Wheeler)
9. "Make My Body Hot"- 5:17 (Diana King)
10. "The Art of Seduction"- 5:07 (Maxi Priest)
11. "Let Me Have You"- 3:08 (Meshell Ndegeocello)
12. "Dance for Me"- 5:09 (Kevin Ford & Rufus Blaq)
13. "Escape to Jamaica"- 3:46 (Lady Saw & Nadine Sutherland)
14. "Jazzie's Groove"- 4:39 (Jazzie B)

## Prêmios e indicações
Festival de Cinema Negro de Acapulco de 1999
- Melhor Atriz - Angela Bassett (venceu)
- Melhor Ator - Taye Diggs (indicado)
- Melhor Atriz - Whoopi Goldberg (venceu)
- Melhor Diretor - Kevin Rodney Sullivan (indicado)
- Melhor Filme (venceu)
- Melhor Roteiro - Terry McMillan (indicado)
- Melhor trilha sonora (venceu)

NAACP Image Awards
- Melhor Atriz em Filme - Angela Bassett (venceu)
- Excelente Filme (venceu)
- Melhor Atriz Coadjuvante em Filme - Whoopi Goldberg (venceu)
- Melhor Ator / Atriz Jovem - Michael J. Pagan (venceu)